# دن لاستسن
دن لاستسن (به انگلیسی: Dan Laustsen) (زاده ۱۵ ژوئن ۱۹۵۴) یک فیلم‌بردار دانمارکی است. او عضو انجمن فیلم‌برداران دانمارک و انجمن فیلم‌برداران آمریکا است. زندگی حرفه‌ای او چهار دهه را در بر می‌گیرد و او نامزد و برنده جوایز معتبر بسیاری از جمله جایزه روبرت شده‌است. لاستسن بارها با کارگردان دانمارکی اوله بورندال در فیلم‌هایی مانند نگهبان شب (۱۹۹۴) و فقط یک داستان عاشقانه دیگر (۲۰۰۷) و در سطح بین‌المللی با گیرمو دل تورو همکاری کرده‌است. به ویژه در فیلم‌هایی مانند تقلید، قله‌ای به رنگ خون، شکل آب و کوچه کابوس (که برای آن‌ها او نامزدی جایزه اسکار بهترین فیلمبرداری را برای دو فیلم اخیر دریافت کرد) و چاد استاهلسکی برای سری فیلم‌های جان ویک: بخش ۲، جان ویک: بخش ۳ و جان ویک: بخش ۴ شناخته می‌شود. و آخرین کار او رنگ ارغوانی و تنگنا می‌باشد.
او در مدرسه ملی فیلم دانمارک (۱۹۷۶–۱۹۷۹) تحصیل کرد تا حرفه‌ای را در زمینه فیلمبرداری دنبال کند. لاستسن در تولید فیلم‌های بلند، مستند و تبلیغات شرکت داشته‌است.